# Telephanus dilutus
Telephanus dilutus es una especie de coleóptero de la familia Silvanidae.

## Distribución geográfica
Habita en Colombia, Venezuela y Brasil.